# Melipotis nigrescens
Melipotis nigrescens är en fjärilsart som beskrevs av Augustus Radcliffe Grote och Robinson 1866. Melipotis nigrescens ingår i släktet Melipotis och familjen nattflyn. Inga underarter finns listade i Catalogue of Life.